# Ophisma lunulifera
Ophisma lunulifera là một loài bướm đêm trong họ Erebidae.